# Mercedes-Benz GLE
Unter der Bezeichnung Mercedes-Benz GLE werden seit 2015 die SUV-Modelle der oberen Mittelklasse von Mercedes-Benz vermarktet. Dies sind die Modelle der Baureihe W 166 (GLE), die zuvor als M-Klasse verkauft wurden, und Modelle der Baureihe C 292 (GLE Coupé).
Die Namensgebung passt sich damit an die der Mercedes-Benz E-Klasse aus dem gleichen Marktsegment an.

## Modelle des GLE

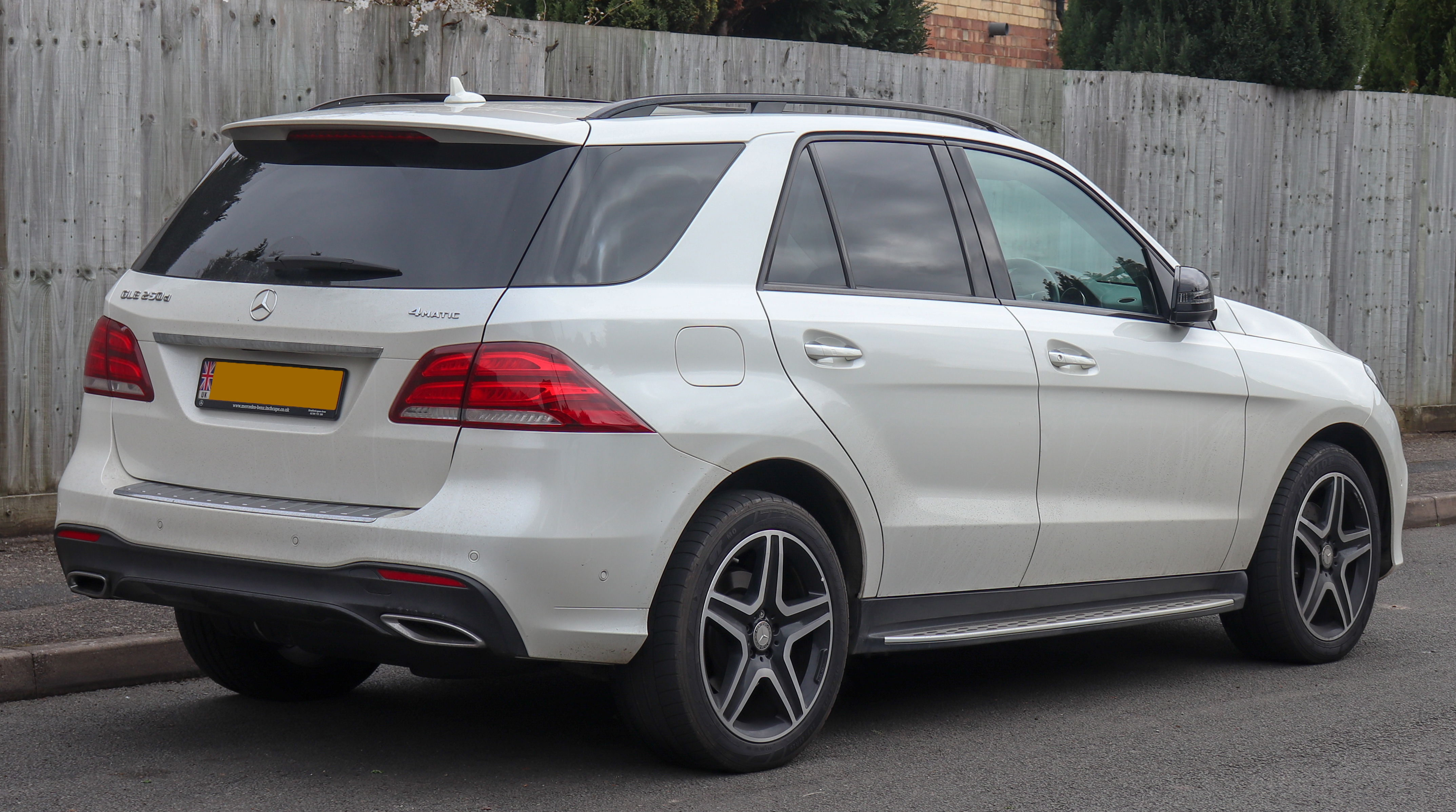
Mercedes-Benz W 166 (2015–2018)
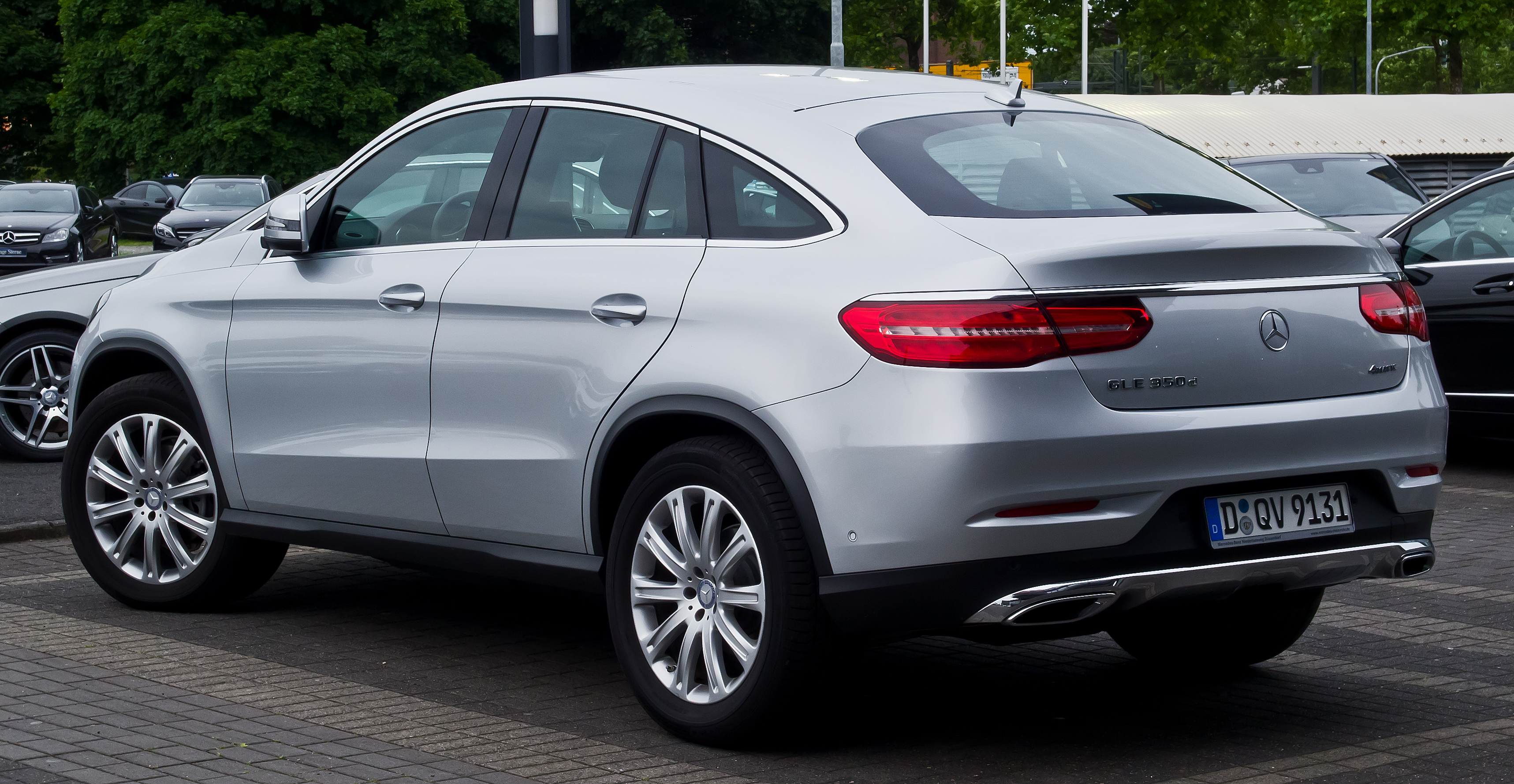
Mercedes-Benz C 292 (2015–2019)

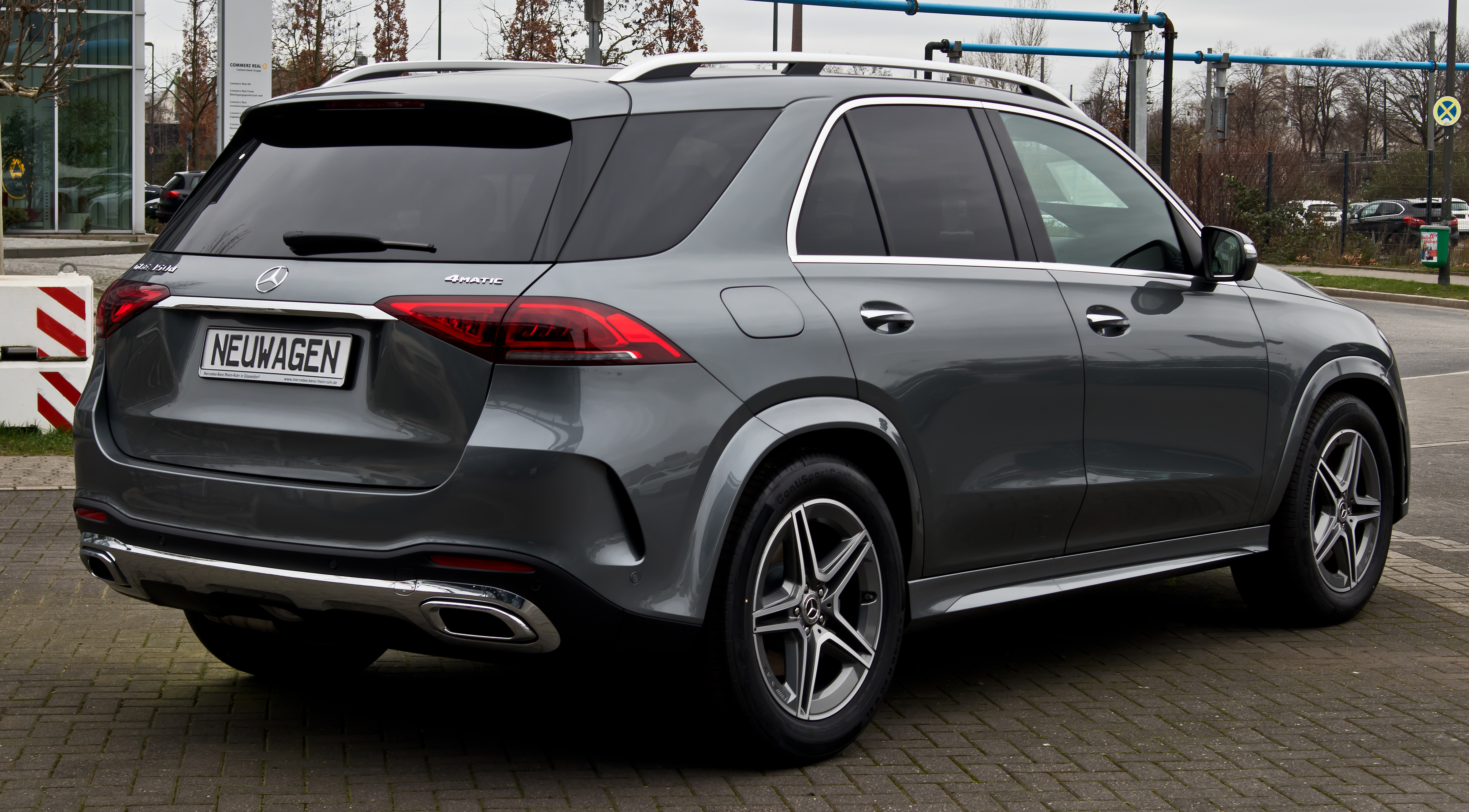
Mercedes-Benz V 167 (seit 2018)
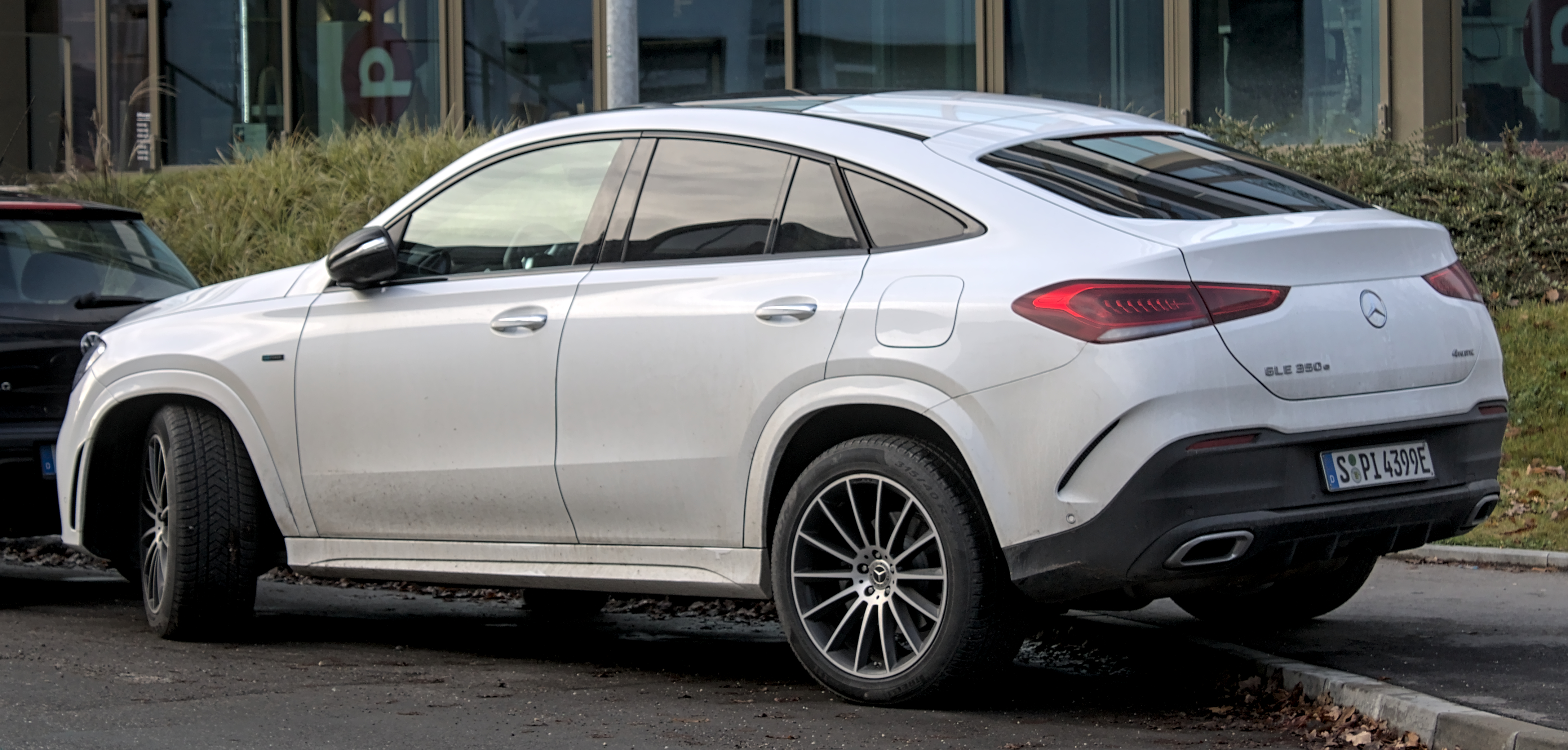
Mercedes-Benz C 167 (seit 2019)